# 하이네-보렐 정리
일반위상수학에서 하이네-보렐 정리(영어: Heine–Borel theorem)는 균등 공간이 콤팩트 공간일 필요충분조건을 제시하는 정리이다.

## 정의
하이네-보렐 정리에 따르면, 임의의 균등 공간 {\displaystyle X}에 대하여 다음 두 조건이 서로 동치이다.
- 콤팩트 공간이다.
- 완비 균등 공간이며, 완전 유계 공간이다.

증명:
콤팩트 균등 공간 {\displaystyle (X,{\mathcal {E}})} 위의 코시 필터는 집적점을 가지며, 따라서 이 집적점으로 수렴한다. 즉, 모든 콤팩트 균등 공간은 완비 균등 공간이다. 이제, {\displaystyle X}가 완전 유계 공간임을 보이자. 임의의 측근 {\displaystyle E\in {\mathcal {E}}}에 대하여, {\displaystyle E}-작은 집합들로 구성된 {\displaystyle X}의 유한 덮개를 찾으면 족하다. 다음 조건들을 만족시키는 측근 {\displaystyle F\in {\mathcal {E}}}가 존재한다.
- {\displaystyle F\circ F\subseteq E}
- {\displaystyle F}는 대칭 관계이다.
- {\displaystyle F\subseteq X\times X}는 열린집합이다.

이제
{\displaystyle F[x,-]=\{y\colon (x,y)\in F\}}
라고 하자. 그렇다면, {\displaystyle \{F[x,-]\colon x\in X\}}는 유한 부분 덮개 {\displaystyle \{F[x_{1},-],\dots ,F[x_{n},-]\}}를 갖는다. 또한, 모든 {\displaystyle F[x_{i},-]}는 {\displaystyle E}-작은 집합이다.
반대로, 균등 공간 {\displaystyle (X,{\mathcal {E}})}가 완비 균등 공간이자 완전 유계 공간이라면, 콤팩트 공간임을 보이자. 임의의 {\displaystyle X} 위의 극대 필터 {\displaystyle {\mathcal {F}}}가 수렴함을 보이면 족하다. {\displaystyle X}가 완비 균등 공간이므로, {\displaystyle {\mathcal {F}}}가 코시 필터임을 보이면 족하다. 임의의 측근 {\displaystyle E\in {\mathcal {E}}}가 주어졌다고 하자. 그렇다면, 완전 유계성에 따라 {\displaystyle E}-작은 집합들로 구성된 {\displaystyle X}의 유한 덮개 {\displaystyle \{A_{1},\dots ,A_{n}\}}이 존재한다. {\displaystyle {\mathcal {F}}}는 극대 필터이므로, {\displaystyle A_{i}\in {\mathcal {F}}}인 {\displaystyle i\in \{1,\dots ,n\}}이 존재한다.
특히, {\displaystyle X}가 유클리드 공간의 부분 집합이라고 하자. 그렇다면, {\displaystyle X}에 대하여 다음 두 조건이 서로 동치이다.
- 완전 유계 공간이다.
- 유계 집합이다.

마찬가지로, {\displaystyle X}에 대하여 다음 두 조건이 서로 동치이다.
- 완비 균등 공간이다.
- 닫힌집합이다.

따라서, {\displaystyle X}의 경우 하이네-보렐 정리에 따라 다음 두 조건이 서로 동치이다.
- 콤팩트 공간이다.
- 유계 집합이며 닫힌집합이다.

## 예
{\displaystyle \mathbb {R} } 위의 이산 거리 공간을 생각하자. 그 속의 부분 집합 {\displaystyle [0,1]}은 유계 닫힌집합이며 완비 거리 공간이지만 완전 유계 공간이 아니며, 따라서 콤팩트 집합이 아니다.

## 역사
에두아르트 하이네와 에밀 보렐의 이름을 땄다.

## 같이 보기
- 볼차노-바이어슈트라스 정리